# Ірен Есколар
Ірен Есколар (ісп. Irene Escolar Navarro, *19 жовтня 1988) — іспанська кіноакторка.

## Вибіркова фільмографія
- Мріючи про Аргентину (2003)
- Сьомий день (2004)
- Пацюки (2004)
- Любовні пісні в клубі Лоліти (2007)
- Сліпі соняшники (2008)
- Кінець шляху (2009)
- 3 травня (2009)
- «Ізабелла» (2012—2014)
- Люди на сайтах (2013)
- Передчуття кохання (2014)
- Вівці не запізнюються на потяг (2014)
- Альтаміра (2015)
- Герніка (2015)
- Розколота Корона (2016)

| Актор | Це незавершена стаття про акторку. Ви можете допомогти проєкту, виправивши або дописавши її. |